# Voyageur Airways
Voyageur Airways är ett kanadensiskt flygbolag baserat i North Bay, Ontario som inledde sin verksamhet 1968.
Utöver charter bedriver de service- och ambulansflygverksamhet samt marktjänster på North Bay/Jack Garland Airport. Voyageur har chartrat flygplan till FN och NATO för insatser bland annat i Afghanistan, Kongo-Kinshasa och Tchad.  

## Flotta
I augusti 2017 bestod Voyageur Airways flotta av följande flygplan: